# Pseudexechia camerounensis
Pseudexechia camerounensis är en tvåvingeart som beskrevs av Loïc Matile 1971. Pseudexechia camerounensis ingår i släktet Pseudexechia och familjen svampmyggor. Inga underarter finns listade i Catalogue of Life.